# Oriol Ivern Bondia
Oriol Ivern Bondia (Barcelona, 1975) és un cuiner català, xef del restaurant Hisop.
Es va formar a les cuines dels xefs Santi Santamaria, Jean-Louis Neichel i Raymond Blanc. Empren el seu restaurant Hisop al 2001 i rep la primera estrella Michelin l'any 2010.